# Stenobarichneumon spretus
Stenobarichneumon spretus är en stekelart som först beskrevs av Maximilian Spinola 1851.  Stenobarichneumon spretus ingår i släktet Stenobarichneumon och familjen brokparasitsteklar. Inga underarter finns listade i Catalogue of Life.